# Karabük
Karabük je město v Turecku, správní středisko stejnojmenné provincie. Na konci roku 2009 zde žilo 108 167 obyvatel. Nachází se 200 km od Ankary, 115 km od Zonguldaku a 113 km od Kastamonu.
Město bylo z velké části vystavěno ve třicátých letech 20. století jako centrum ocelářského průmyslu v zemi. V Karabüku také sídlí největší ocelářská společnost v Turecku, Kardemir. Ve městě působí fotbalový klub Kardemir Karabükspor.